# Stora mosse
För andra betydelser, se Store mosse.
Stora mosse är en sjö i Kungsbacka kommun i Halland och ingår i Kungsbackaån-Göta älvs kustområde.